# Pietro Castiglia (politico 1902)
Pietro Castiglia (Palermo, 9 maggio 1902 – 8 febbraio 1984) è stato un avvocato e politico italiano.

## Biografia
Viene eletto deputato per l'Assemblea Costituente alle elezioni del 1946 con il Fronte dell'Uomo Qualunque. Nel 1947 lascia il gruppo qualunquista e, insieme ad altri deputati, forma il gruppo dell'Unione Nazionale. 

Si ricandida alle elezioni del 1948 con il Blocco Nazionale, senza successo. 

Viene inoltre eletto deputato regionale in Sicilia alle elezioni del 1947 col Blocco Democratico Liberal Qualunquista, e poi riconfermato alle elezioni del 1951 e del 1955 con il Partito Nazionale Monarchico.
Nel 1951 viene nominato assessore regionale alla pubblica istruzione nella seconda giunta guidata da Franco Restivo.